# Мариам Петросян
Мариам Петросян (на арменски: Մարիամ Պետրոսյան) е арменска художничка, аниматор и писател. Известна е с романа си Сивата къща (2009), преведен на девет езика.

## Биография
Родена е в Ереван, Съветска Армения, на 10 август 1969 година. Завършва художествено училище в Ереван и става аниматор в Арменфилм. По-късно се пренася да живее в Москва и работи в Союзфилм, но през 1995 година се завръща в Ереван и Арменфилм. Работи там до 2007 година.
Първият ѝ роман „Домът, в който...“ (на руски „Дом, в котором...“) е написан на руски език. В него се разказва за дом за деца с физически увреждания. Публикуван е през 2009 г. и става бестселър. През 2010 г. е номиниран за наградата Книга на Русия и получава множество различни награди и номинации в Русия и в чужбина.
В оригинал книгата е роман от три части, следващите издания я публикуват като трилогия.
Книгата е преведена на италиански (La casa del tempo sospeso, 2011), унгарски (Abban a házban, 2012), полски (Dom, w którym..., 2013), испански (La casa de los otros, 2015), френски (La Maison dans laquelle, 2016), чешки (Dům, ve kterém, 2016), и македонски (Домот во кој..., 2016) език.
Изданието на английски език излиза на 25 април 2017 г. от AmazonCrossing. Към 2018 г. се очаква да излязат още преводи на датски, латвийски и норвежки език.
В България книгата се представя като трилогия – „Пушача“, „Дневникът на Чакала“ и „Опустели гнезда“. През 2018 г. се издават първата част и втората част.
Втората книга на авторката е „Приказка за кучето, което можеше да лети“ (на руски: Сказка про собаку, которая умела летать), публикувана през 2014 година.